# Вильде, Рудольф Теодорович
Рудо́льф Теодо́рович Ви́льде или Рудольф Фёдорович Вильде-фон-Вильдеман (нем. Rudolph Alexander Theodor Wilde von Wildemann; 29 октября [10 ноября] 1868, Курляндская губерния — 30 апреля 1938, Ленинград, Ленинград) — художник декоративно-прикладного искусства, живописец, график, педагог. Российский и советский художник немецкого происхождения.

## Биография
Уроженец Курляндской губернии. После окончания гимназии в Митаве в начале 1890-х годов учился в Рисовальной мастерской при Прохоровской (Трехгорной) мануфактуре в Москве. В 1894—1899 годах проходил обучение в Центральном училище технического рисования барона А. Л. Штиглица в Петербурге, став «учёным рисовальщиком». В 1899—1902 годах — пенсионер училища в Германии, Франции, Италии.
В 1905 году в должности рисовальщика-композитора работал на Императорском фарфоровом заводе, а с 1906 по 1935 годы руководил живописной и шлифовальческой мастерскими Фарфорового и Стеклянного заводов.
В 1912 году был членом жюри конкурса им. Карла Фаберже.
С 1936 года — художник фарфорового завода «Комитерн» в Волхове, затем художник при фабрике в п. Пролетарий Новгородского района Ленинградской области.
Арестован 1 февраля 1938 года Комиссией НКВД и Прокуратуры СССР. 14 апреля 1938 года приговорен по ст. ст. 58-2-6-11 УК РСФСР к высшей мере наказания. Расстрелян в Ленинграде 30 апреля 1938 года. По официальным сведениям советского времени скончался в 1942 году.

## Творчество
В 1890-е — 1900-е годы делал рисунки для тканей, обоев, украшений мебели, эскизы предметов из серебра и стекла, ювелирных изделий Прохоровской (Трехгорной) мануфактуры. Участвовал в росписи особняка С. П. Елисеева на Мойке. Выполнил зарисовки интерьеров Ораниенбаумского дворца. Писал станковые пейзажи («У озера», «Доисторический пейзаж») и натюрморты («Азалии», «Полевые цветы», «Гортензии», «Флоксы»). С 1904 года являлся членом Русского художественно-промышленного общества в Петербурге.

В 1900-е годы создавал эскизы для императорского хрусталя и ваз в стиле модерн и неорусского стиля. Разрабатывал проекты росписи ваз полихромными эмалями (вазы «Павлины», 1906; «Семилистник», 1908). В советскую эпоху создавал эскизы произведений агитационного фарфора в авангардном стиле: «Победа трудящихся 25 октября» (1920), «Пролетарии всех стран, соединяйтесь!», «Победа трудящихся. 1917—1920», «Спасти революцию — помочь голодающим» (все — 1921), «Да здравствует IX съезд» (1922), блюда: «1 мая 1921» (1921), сервиза «Серп, молот и книги» (1921) и других.
«Рудольфу Вильде принадлежит такая очень интересная линия в декорировании предметов из фарфора. А именно — роспись полихромными цветными эмалями. Это достаточно трудоемкая техника. Потому что эмаль довольно тягучая. И чтобы ее ограничить, надо довольно часто использовать тоненький золотой контур вокруг какого-то элемента декора» (Ольга Баранова, главный хранитель отдела «Музей Императорского фарфорового завода» Государственного Эрмитажа)
Вильде был представителем демократической интеллигенции, что проявилось в выборе девизов, нанесённых на его работы. Слова министра юстиции первой Французской Республики Дантона, сказанные в момент наступления прусской армии на Париж «Дерзай, дерзай ещё раз и всегда дерзай — и Франция будет спасена!» запечатлены как «Дерзай, дерзай ещё раз и всегда дерзай». Революция, поводом для которой послужили военные неудачи Франции, напоминала ситуацию 1920 года в России. Возможно, вспомнив казнённого своими соратниками Дантона, художник намекал на другую его знаменитую фразу: «Революция пожирает собственных детей». Вильде также использовал лозунги госиздательства.
В 1925 году на Всемирной выставке в Париже его работы отмечены золотой медалью.
Произведения выставлены в крупнейших музейных собраниях, включая Эрмитаж (музей Императорского фарфорового завода), Государственный Русский музей, Государственный исторический музей, Государственный музей керамики, усадьбе «Кусково» и других.